# Anonymus Valesianus
De Anonymus Valesianus of Anonymus van Valois is de noodnaam van twee onbekende auteurs van twee korte historische teksten uit de 4e en 6e eeuw; de auteurs zijn vernoemd naar Henricus Valesianus (Henri de Valois; 1603-1676), de eerste uitgever van de slechts in één middeleeuws handschrift uit de 9e eeuw overgeleverde teksten, de Codex Berolinensis 1885.
De eerste tekst, Origo Constantini Imperatoris, van de Anonymus van Valois I schetst het leven van keizer Constantijn I; de tweede tekst, Chronica Theodericiana, van de Anonymus van Valois II behandelt de geschiedenis van 474-524.